# Garigliano
Garigliano is een rivier in Midden-Italië in de regio's Lazio en Campania.
De Garigliano ontstaat bij de samenvloeiing van de rivieren Gari en Liri in Sant'Apollinare. De naam is een samenvoeging van deze twee riviernamen. De rivier mondt uit in de Tyrreense Zee, in de Golf van Gaeta.
Aan de rivier stond tot 2016 de voormalige kerncentrale Garigliano.

## Afbeeldingen

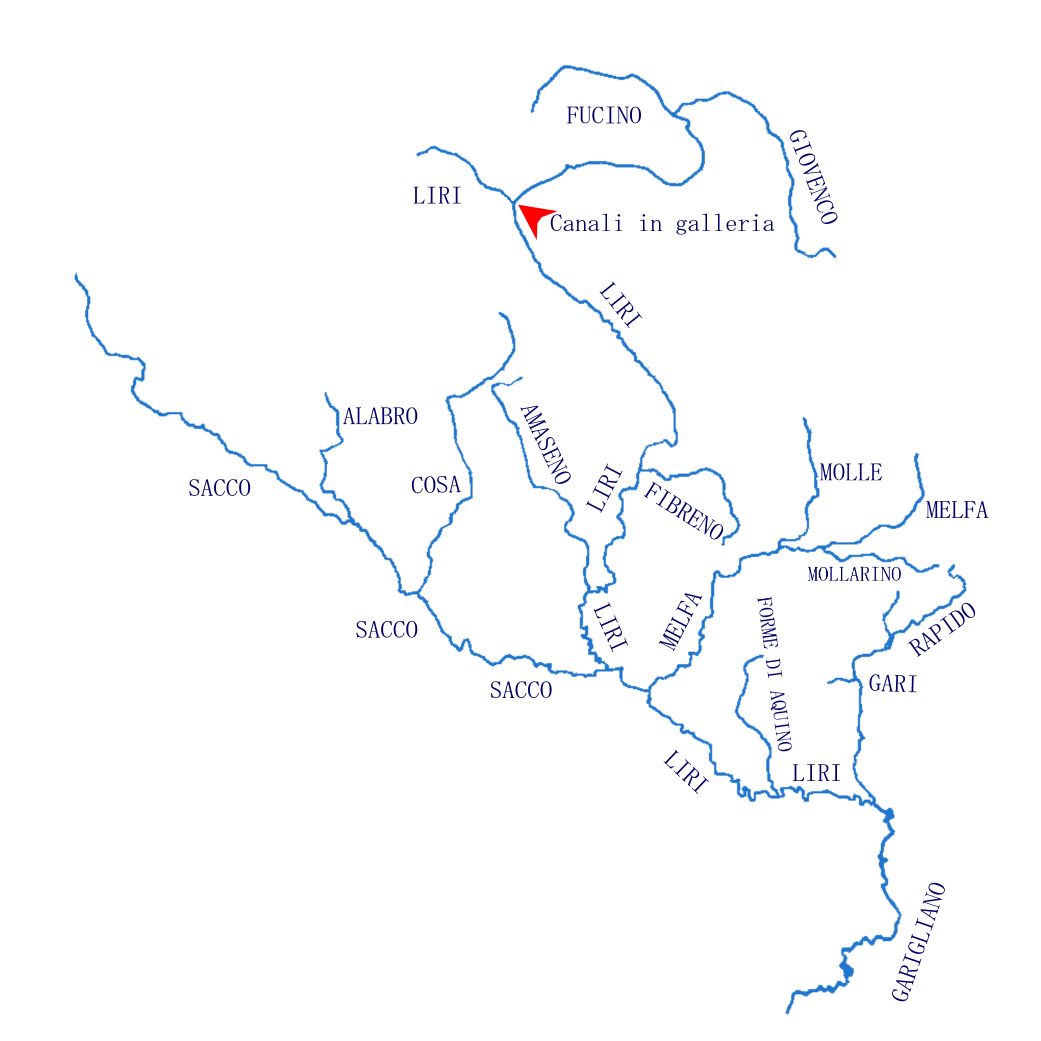
Stroomgebied van de Garigliano
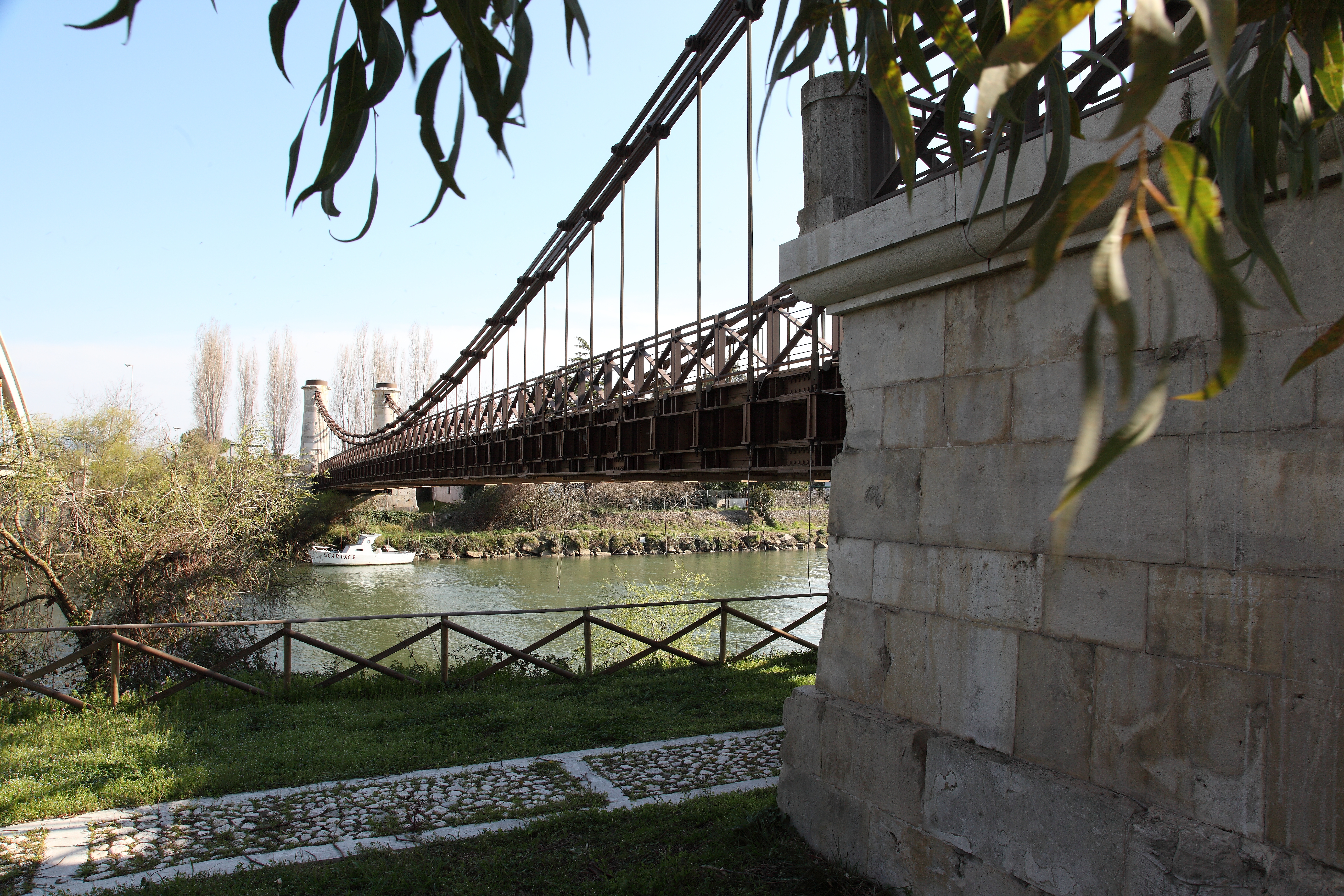
Real Ponte Ferdinando
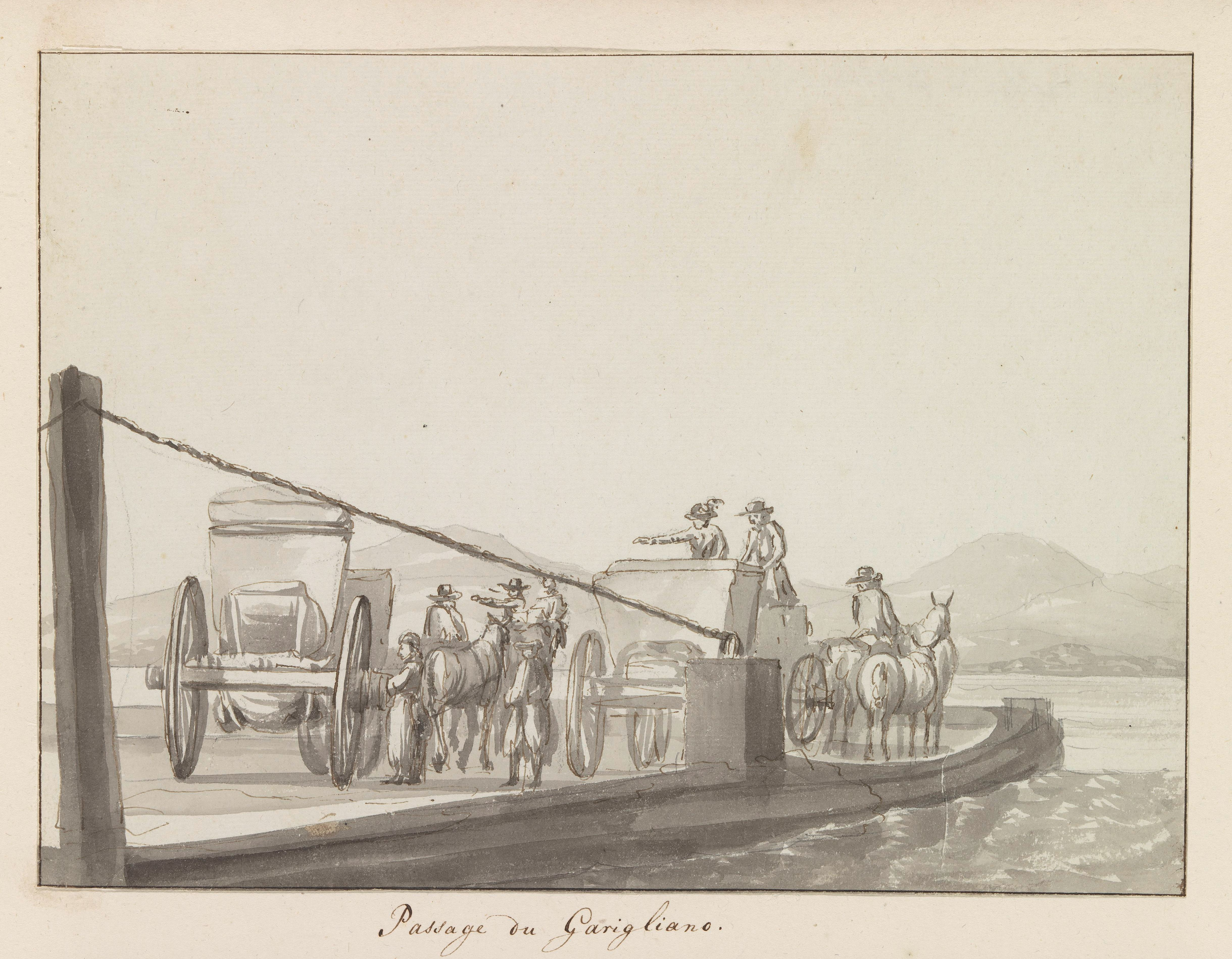
Veerpont met koetsen in 1778